# Pêro da Covilhã

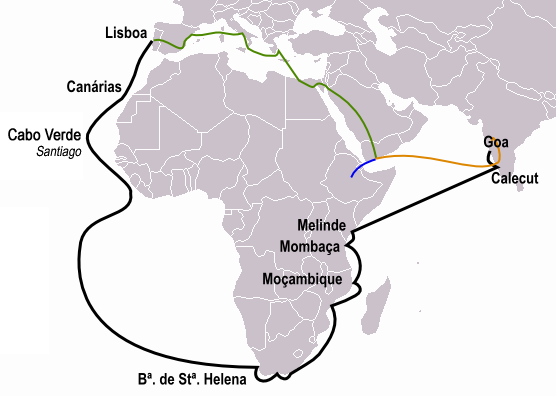
Viatge conjunt de Pêro da Covilhã i Afonso de Paiva fins Aden el 1487-1488 (verd);
Viatge de Covilhã el 1489-1490 (taronja);
Viatge de Covilhã cap a Etiòpia 1490-†1530? (blau);
Viatge de Vasco da Gama el 1497-1499 (negre)

Pedro o Pêro da Covilhã (Covilhã, 1450? - Etiòpia, 1530?) fou un diplomàtic i explorador portuguès, conegut per haver fet com a comerciant un viatge d'incògnit per terres àrabs al servei de Joan II de Portugal, que va servir per a preparar els futurs viatges marítims dels descobriments portuguesos. Mai tornà d'aquell viatge, tot i que sí que aconseguí enviar els seus informes, passant els darrers anys de la seva vida a Etiòpia, entre els successors del mític regne del Preste Joan.

## Biografia
Amb quasi 18 anys es va traslladar a Sevilla per entrar a treballar a la casa de D. Juan de Guzmán, germà d'Enrique Pérez de Guzmán y Meneses, duc de Medina Sidonia, com a espadatxí. Poc després fou convidat a prendre part en les embarcacions del seu germà, el duc, però refusà l'oferta. El 1474 acompanyà a D. Juan a Lisboa a una entrevista amb Alfons V de Portugal.
A Alfons V li agradà el domini per les llengües que tenia Pêro, especialment l'àrab i D. Juan cedí al rei els serveis del portuguès. Als 24 anys Pêro da Covilhã fou admès com a mosso, sent ascendit poc després a escuder, amb dret a armes i cavall.
El 1476 acompanyà a Alfons V en la batalla de Toro contra els Reis Catòlics, l'intent fallit de D. Joan per reclamar el tron del Regne de Castella, ja que era cunyat d'Enric IV de Castella. Més tard seguí al rei Alfons en el seu viatge a França per demanar ajuda a Lluís XI de França en la seva lluita pel tron de Castella, una ajuda que fou refusada.
El 1481 Alfons V abdicà del tron en favor de D. Joan II. Després d'executar amb les seves pròpies mans el Ferran II, duc de Bragança, el 1483, el rei designà Pêro da Covilhã per investigar els nobles que conspiraven contra D. Joan II, aconseguint identificar a D. Diogo, duc de Viseu, cunyat del rei, i a D. Garcia de Meneses, bisbe d'Évora.
El rei desitjava continuar la feina iniciada per l'infant D. Enric al voltant dels descobriments i escollí de nou a Pêro da Covilhã com a ambaixador per dur a terme tractats de pau i amistat amb els berbers del Magreb, amb els que acorda unir esforços per tal de dur a terme l'odissea marítima.
Pêro da Covilhã es converteix en escuder de la guàrdia reial i es casa amb Catarina, la qual queda embarassada pocs mesos després.

## Missió a Orient
El 1487, D. Joan II l'envià, junt a Afonso de Paiva, a la recerca de notícies sobre el regne del mític Preste Joan i la ruta cap a l'Índia. Disfressats i entrenats per cosmògrafs reials i el rabí de Beja, van marxar a cavall el 7 de maig de Santarém cap a Barcelona, on arribaren el 14 de juny. Des d'aquí un vaixell els dugué en deu dies fins a Nàpols, i en deu dies més fins a les illes gregues. Van desembarcar a Rodes, illa que pertanyia a l'Orde dels Cavallers de Sant Joan de Jerusalem, descansant a casa d'uns frares portuguesos.
Rodes fou la darrera terra cristiana que trepitjarien. Des d'allà es dirigiren cap a Alexandria, on adquiriren algunes mercaderies per fer més creïble la disfressa de comerciant. Emmalaltiren per culpa de les febres del Nil, i van estar a punt de morir. Una vegada recuperats tractaren de seguir la ruta de les espècies, però en direcció contrària: cap a la vila portuària de Rosetta (Egipte) a cavall i d'allà, en vaixell, fins al Caire. Després s'uniren a una caravana que, travessant el desert per la riba oriental del mar Roig, creuaria vers Aràbia i la ciutat d'Aden, a les portes de l'oceà Índic, tot passant per la ciutat de Suez, el-Tor, i les ciutats de Medina i La Meca.
A Aden hi arribaren el 1488 i allà se separaren, per dirigir-se de Paiva a Etiòpia, a la recerca del Preste Joan; i da Covilhã cap a l'Índia. Quedaren per tornar-se a trobar a les portes de la ciutadella del Cairo dins els primers 90 dies de 1491.
Pêro arribà el novembre de 1488 a la ciutat de Calicut, on va conèixer un comerciant que li hauria explicat la ruta de les espècies i l'existència de Ceilan, d'on procedia la canyella, i de Malàisia, d'on arriba la nou moscada, i l'important paper que Calicut tenia en aquest procés, ja que era allà on arribaven les espècies per embarcar-se cap al mar Roig i Europa. Desitjant conèixer millor la xarxa comercial, Pêro visità Cannanore, Goa i Ormuz, confirmant que el moviment comercial d'aquestes viles era inferior al de Calicut.
El desembre de 1489 Pêro da Covilhã va partir d'Ormuz cap a la costa oriental d'Àfrica, visitant Malindi, Kilwa, Moçambic i Sofala, prenent nota de les factories àrabs que trobava. Pêro da Covilhã registrà que una vegada se superava l'extrem sud d'Àfrica sols feia falta arribar fins a Sofala i Malindi per després arribar fàcilment a Calicut, ja a l'Índia. Gràcies a aquest informe se suposa que Vasco da Gama va decidir creuar l'oceà Índic directament cap a Calicut en la seva expedició de 1498.
El 30 de gener de 1491 Pêro da Covilhã es dirigí a les portes de la ciutadella del Caire, segons havia acordat amb Alfonso de Paiva, però no el trobà puix havia mort de pesta pocs mesos abans, segons l'informaren un parell de jueus portuguesos, sense poder explicar els seus viatges i aventures.

## Viatge a Etiopia
La mort d'Alfonso de Paiva va fer que Pêro da Covilhã tornés cap a Aden per trobar notícies del Preste Joan. Una vegada allà va agafar un vaixell cap a Zeila, a la costa d'Etiòpia, on fou rebut amb tots els honors per l'emperador Eskender, constatant que el seu regne no era més que un poble que intentava evitar ser aixafat pels veïns musulmans i que no serviria d'ajuda a Portugal, sinó més aviat el contrari, haurien de ser ells els ajudats. Alhora li foren atorgades terres i senyorius, però Eskender li negà el permís per sortir del regne, una prohibició que perpetuaren els seus successors.
Amb l'ascens al poder de la reina Helena el 1508 da Covilhã fou mantingut com a conseller reial i per indicació seva la reina va enviar l'ambaixador Mateus d'Etiòpia a Lisboa (1512-14), acompanyat per dos frares portuguesos que havien arribat a Etiòpia.
El relat dels seus viatges fou enviat al pare Francisco Álvares pel mateix Pêro da Covilhã, que fou publicat el 1540 a Lisboa amb el títol de Verdadeira Informação das Terras do Preste João das Índias.
Es creu que va morir vers el 1530.